# Curtiss XP-37
De Curtiss XP-37 was een Amerikaans jachtvliegtuig uit de tweede helft van de jaren 1930, gebouwd door de Curtiss Aeroplane and Motor Company. Het was een metalen eendekker met een vloeistofgekoelde V-motor, in de klasse van de Supermarine Spitfire of de Hawker Hurricane. Maar de motor van de XP-37 was groter en niet zo betrouwbaar als de Merlin die in de Britse vliegtuigen werd gebruikt. Het type werd niet in serie gebouwd.
Het prototype was een omgebouwde Curtiss P-36 Hawk, waarin de Pratt & Whitney Twin Wasp stermotor werd vervangen door de nieuwe, grote Allison V-1710 met twaalf cilinders in V-vorm. De cockpit werd ver naar achteren verplaatst om plaats te maken voor de radiatoren en de turbolader van de motor, en om te compenseren voor het extra gewicht in de neus. Het vliegtuig kreeg zo een erg lange neus en een krappe cockpit, wat het zicht ernstig belemmerde, zowel in de lucht als bij het taxiën op de grond. Bovendien bleek de turbolader uiterst onbetrouwbaar. Niettegenstaande deze tekortkomingen bestelde de USAAC een pre-productieserie van 13 toestellen, aangeduid als YP-37, die in 1939 werden geleverd. Omdat de problemen met de complexe turbolader niet konden opgelost worden werd het project dan toch geannuleerd en geopteerd voor een Allison V-1710 met conventionele supercharger wat resulteerde in de succesvolle Curtiss P-40.
De YP-37's werden tegen begin 1942 uit dienst genomen of gebruikt in technische scholen van de luchtmacht. Eentje werd nog tot januari 1946 gebruikt voor onderzoek bij de NACA (National Advisory Committee for Aeronautics). Er is geen enkel exemplaar bewaard gebleven.